# Klapa Lučica
Klapa Lučica je dalmatinska klapa iz Splita.

## Povijest
Klapa Lučica osnovana je 1966. godine u Splitu u blizini jedriličarskog kluba, a svoj prvi nastuo na Festivalu dalmatinskih klapa imala je 1968. godine kada su osvojili prvu nagradu žirija s pjsmom Pismo mojoa, hrli tamo..., a uspjeh su ponovili 1972. godine s pjesmom Jednog sam momka ja jubila. Debi na Festivalu zabavne glazbe u Splitu ima 1978. te je na njemu nastupila 18 puta za što je dobila i posebno priznanje Festivala.
Klapa Lučica i njezin voditelj Duško Tambača jedni su od onih zbog čega je klapsko pjevanje uvršteno na UNESCO-ov popis nematerijalne baštine.
Od samog početka Lučica njeguje tzv. serenadski stil pjevanja što znači kako njezine pjesme odlikuju mekoćom i suptilnošću tj. lirski pristup interpretaciji.
Klapa je i danas aktivna te izdaje albume, posebice 2015. kada su počeli slaviti 50 godina osnutka (50 godina s vama, Spli’ski teštamenat 2) Godine 2017. klapa je nagrađena Porinom za životno djelo te tako postala prva klapa koja je nagrađena ovim priznanjem.

## Nagrade i priznanja
- Skupna nagrada Grada Splita za promicanje i očuvanje dalmatinskog glazbenog izraza, 2008.
- Povelja Splitsko-dalmatinske županije, 2009.
- Posebna nagrada Hrvatske glazbene unije – Status, 2015.
- Red hrvatskog pletera,[4] 2016.
- Porin za žvotno djelo, 2017.

## Vanjske poveznice
- Profil na stranici Festivala dalmatinskih klapa Omiš  Arhivirana inačica izvorne stranice od 30. studenoga 2020. (Wayback Machine)